# سيف الحشان
سيف الحشان (مواليد 29 يناير 1990) لاعب نادي العربي الكويتي والمنتخب الكويتي. كانت مباراته الدولية الأولى مع منتخب الكويت لكرة القدم ضد منتخب المجر لكرة القدم.

## إحترافه
إرتدى سيف الحشان رسميا قميص نادي الشباب السعودي محترفا عام 2015 بعقد مدته موسمان مقابل 860 ألف دينار كويتي، إلى جانب مميزات أخرى مثل السيارة والسكن، وراتب شهري يبلغ 10 آلاف دينار، وتكفل بالصفقة الأمير خالد بن سلطان بن عبد العزيز آل سعود.

## وصلات خارجية
- سيف الحشان على موقع قاعدة بيانات كرة القدم.إي يو (الإنجليزية)
- سيف الحشان على موقع ناشيونال فوتبول تيمز (الإنجليزية)
- سيف الحشان على موقع Soccerway.com (الإنجليزية)